# 3 Karpacki Batalion Saperów
3 Karpacki Batalion Saperów (3 bsap) – oddział saperów Polskich Sił Zbrojnych.
Batalion sformowany został w maju 1942 w Palestynie, na bazie Oddziału Saperów Samodzielnej Brygady Strzelców Karpackich. Był organiczną jednostką saperów 3 Dywizji Strzelców Karpackich.
Batalion walczył w kampanii włoskiej 1944-1945 między innymi w bitwie o Monte Cassino, Ankonę i Bolonię. W 1946 przetransportowany został do Wielkiej Brytanii i tam w następnym roku rozformowany.

## Organizacja i obsada personalna batalionu

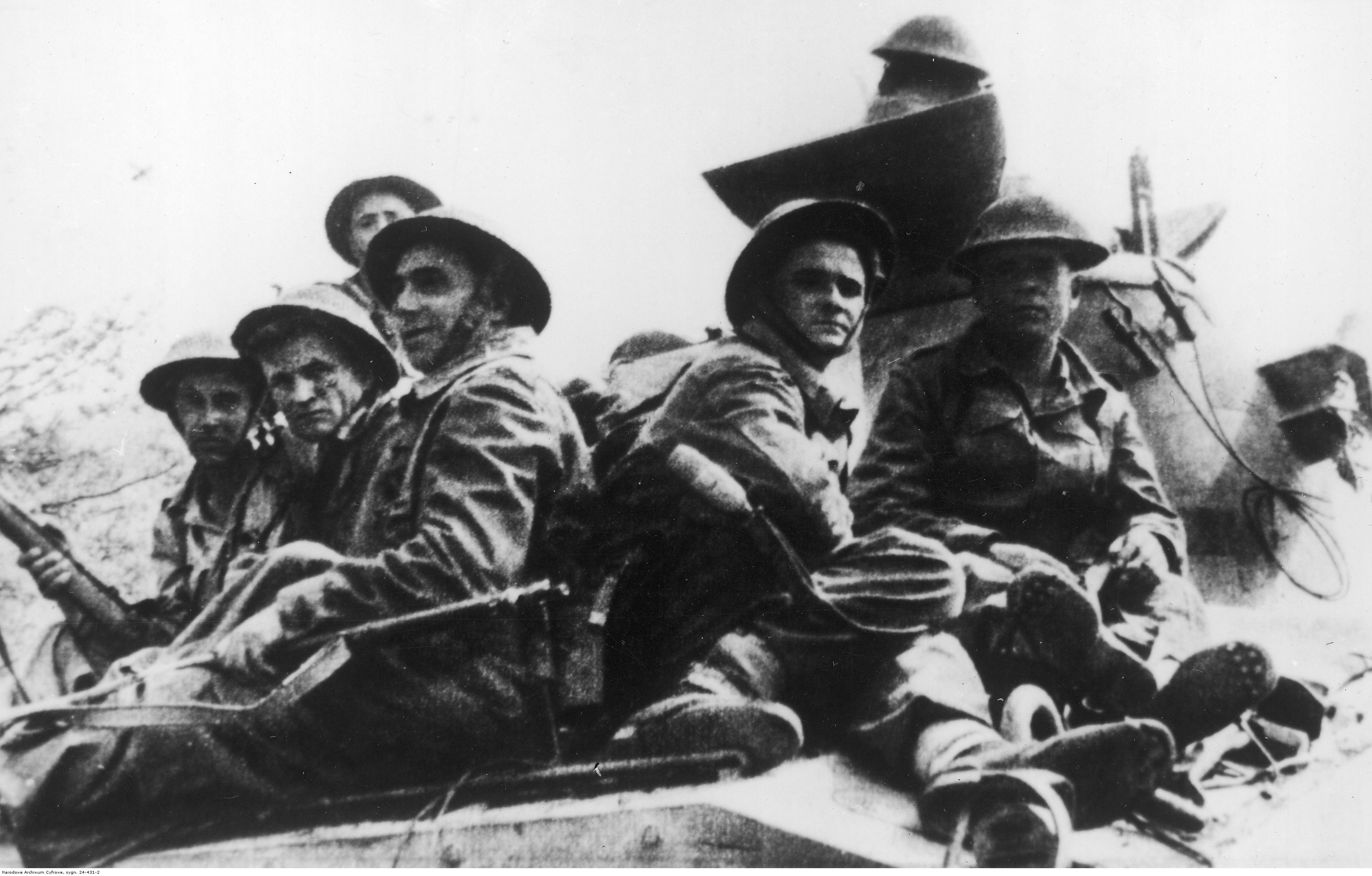
Bitwa o Monte Cassino – saperzy plutonu ppor. Leszka Skoniecznego (2. z lewej) na czołgu M4 Sherman w drodze do „Gardzieli”

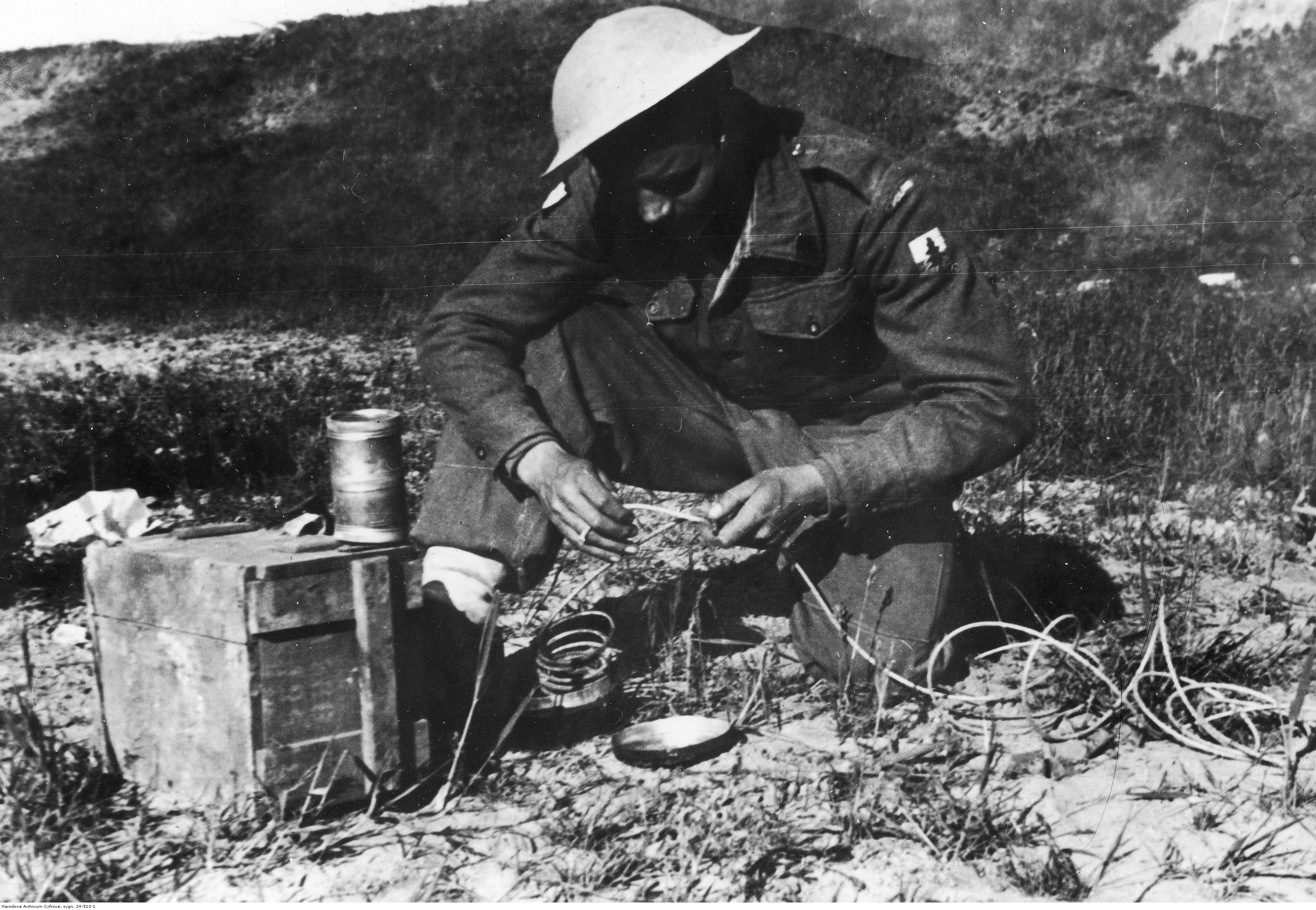
Bitwa o Bolonię – saper z 3 DSK przygotowuje się do wysadzenia wału ziemnego dla budowanego mostu

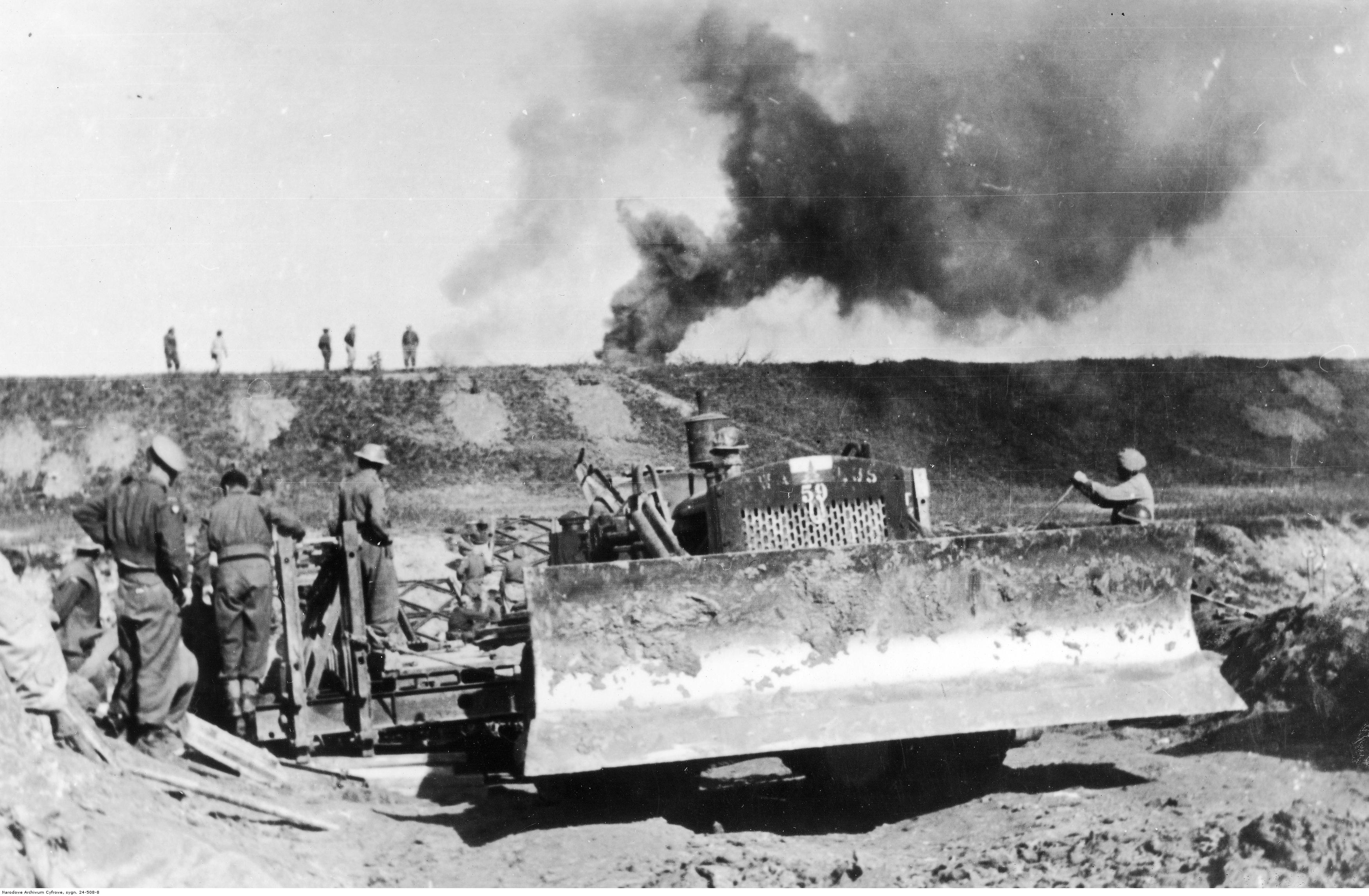
Buldożer w trakcie pracy przy budowie mostu Baileya na rzece Senio; kwiecień 1945

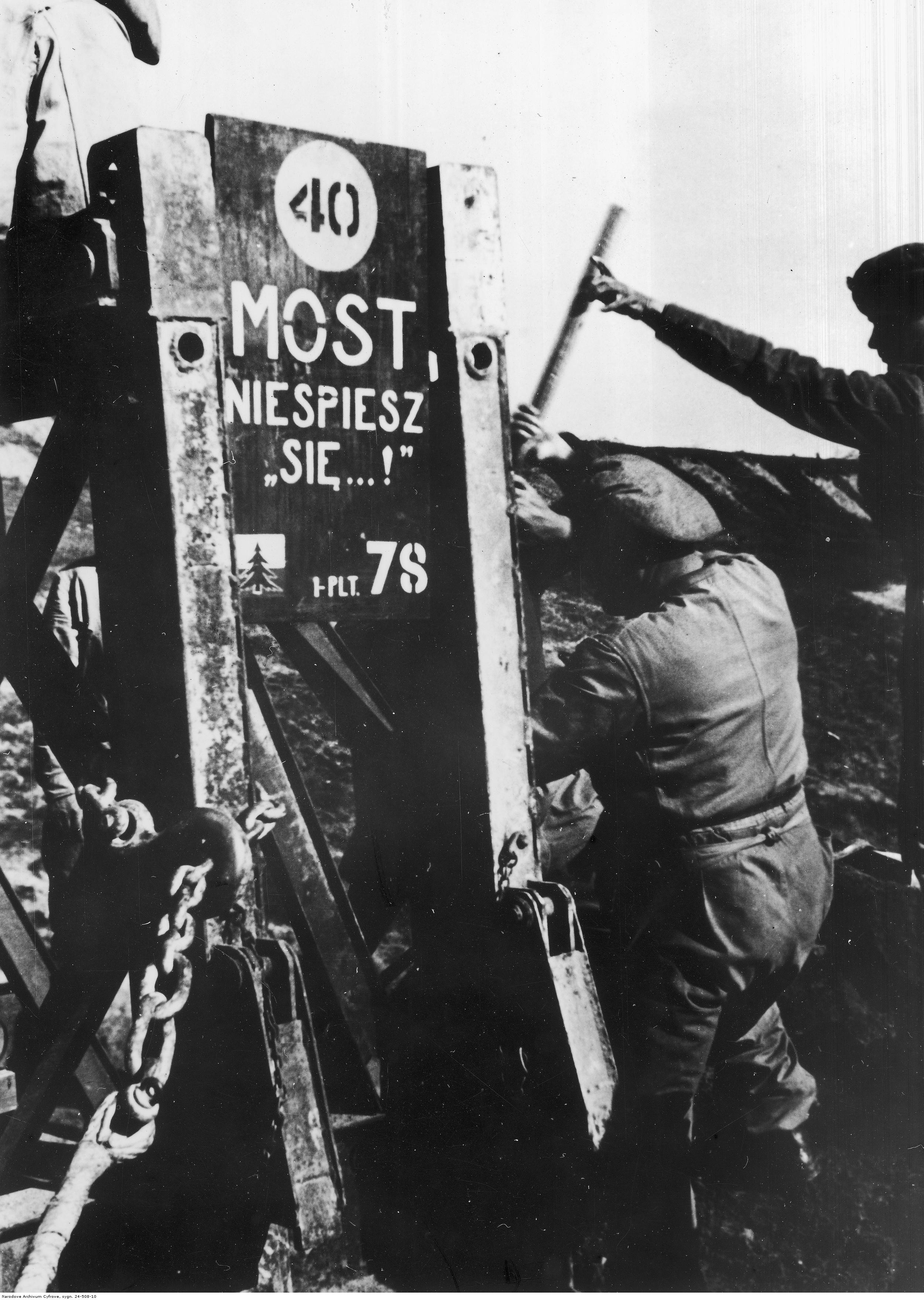
Saperzy 3 DSK w czasie budowy mostu Baileya na rzece Senio

Organizacja i obsada personalna batalionu
dowództwo
- dowódca batalionu – ppłk inż. Władysław Rakowski (ur. 19 IX 1892)
- adiutant – por. Woźnicki Henryk
- oficer rozpoznawczy – kpt. Antoni Otrębski (KW)
- oficer techniczny – ppor. inż Koroński Karol
- lekarz – por. Olejnik Alfons
- pluton łączności – ppor. Ptak Ludwik

1 kompania saperów
- dowódca kompanii – kpt. Józef Turowski (VM)
- zastępca dowódcy – por. Jerzy Goliński (VM)
- oficer rozpoznawczy – ppor. inż. Grodzicki Delfin
- oficer techniczny – ppor. Hartman Henryk
- I pluton – ppor. Chomicki Adolf
- II pluton – ppor. Oczkowski Stanisław
- III pluton – ppor. Skonieczny Leszek

2 kompania saperów
- dowódca kompanii – kpt. Leon Miazga
- zastępca dowódcy – por. Buła Józef
- oficer rozpoznawczy – por. Wojnarski Władysław, ppor. Wyspiański Kazimierz
- oficer techniczny – ppor. inż. Żółtowski Antoni
- I pluton – por. Woyno Czesław, ppor. Damek Władysław
- II pluton – ppor. inż. Wałejko Zygmunt
- III pluton – ppor. Godzisz Władysław

3 kompania saperów
- dowódca kompanii – kpt. Piotr Honcel (KW)
- zastępca dowódcy – kpt. Korduba Jarosław
- oficer rozpoznawczy – ppor. Stolnicki Józef
- oficer techniczny – ppor. Perkins Wawrzyniec
- I pluton – ppor. Heyda Roman,  ppor. Majewicz Włodzimierz
- II pluton – por. Tyczkowski Zbigniew
- III pluton –  ppor. Szeja Tadeusz
- zastępca dowódcy plutonu – ppor. Maksymilian Lankosz

kompania parkowa
- dowódca kompanii – kpt. inż. Roman Ludwik Wajda (KW)
- zastępca dowódcy – por. Wierzbicki Andrzej
- oficer techniczny – ppor. inż. Zawilski Witold, ppor. Wejwoda Adam
- pluton materiałowy – por. inż. Różyński Zygmunt
- pluton warsztatowy – sierż. Fiedorowicz Zygmunt
- pluton mostowy – ppor. Haber Beno
- czołówka naprawcza – por. Hołyński Kazimierz

sekcja miotaczy płomieni
- dowódca sekcji – ppor. Orszulik Jan

zgrupowanie plutonów szturmowych
- dowódca zgrupowania plutonów szturmowych
- dowódca plutonu przy 6 bsk
- dowódca plutonu przy 5 bsk
- dowódca plutonu przy 1 bsk

pluton mostowy